# 欧塞奇 (艾奥瓦州)
欧塞奇（Osage）是美国艾奥瓦州米切尔县的一座城市，也是該縣縣治。面积5.4平方公里。根据2000年美国人口普查，共有人口3,451。

## 名人
- 迈克·约翰斯：内布拉斯加州州长、美国农业部长